# Liste der Baudenkmäler in Oberwestrich
Die Liste der Baudenkmäler in Oberwestrich enthält die denkmalgeschützten Bauwerke auf dem Gebiet der Stadt Erkelenz im Kreis Heinsberg in Nordrhein-Westfalen (Stand: Oktober 2011). Diese Baudenkmäler sind in der Denkmalliste der Stadt Erkelenz eingetragen; Grundlage für die Aufnahme ist das Denkmalschutzgesetz Nordrhein-Westfalen (DSchG NRW).

| Bild             | Bezeichnung      | Lage               | Beschreibung                                               | Bauzeit                    | Eingetragen seit | Denkmal- nummer |
| ---------------- | ---------------- | ------------------ | ---------------------------------------------------------- | -------------------------- | ---------------- | --------------- |
| Wegekreuz 19 Jh. | Wegekreuz 19 Jh. | Oberwestrich Karte | Holz, neugotisches Holzkreuz mit Korpus in Backsteinnische | Mitte des 19. Jahrhunderts | 14. Mai 1985     | 252             |